# Liste der Biografien/Klen
Liste der Biografien |
Portal Biografien |
Personensuche
# |
A |
B |
C |
D |
E |
F |
G |
H |
I |
J |
K |
L |
M |
N |
O |
P |
Q |
R |
S |
T |
U |
V |
W |
X |
Y |
Z |
?
 
Ka |
Kb |
Kc |
Kd |
Ke |
Kf |
Kg |
Kh |
Ki |
Kj |
Kl |
Km |
Kn |
Ko |
Kp |
Kr |
Ks |
Kt |
Ku |
Kv |
Kw |
Ky |
Kx |
Kz
 
Kla |
Kld |
Kle |
Kli |
Klj |
Klo |
Klu |
Kly
 
Klea |
Kleb |
Klec |
Kled |
Klee |
Klef |
Kleg |
Kleh |
Klei |
Klej |
Klek |
Klem |
Klen |
Kleo |
Klep |
Kler |
Kles |
Klet |
Kleu |
Klev |
Klew |
Kley |
Klez
Die Liste der Biografien führt alle Personen auf, die in der deutschsprachigen Wikipedia einen Artikel haben. Dieses ist eine Teilliste mit 86 Einträgen von Personen, deren Namen mit den Buchstaben „Klen“ beginnt.

## Klen
- Klen, Jurij (1891–1947), ukrainisch-deutscher Schriftsteller

### Klena
- Klenau, Johann von (1758–1819), österreichischer General
- Klenau, Paul von (1883–1946), dänischer Komponist und Dirigent

### Klenc
- Klenck, Ernst von (1847–1907), sächsischer Generalmajor
- Klenck, Franz von (1927–1958), deutscher Jazz- und Unterhaltungsmusiker (Saxophon)
- Klenck, Jürgen von (1909–1978), deutscher Chemiker und Wirtschaftsfunktionär
- Klencke, Carl Wilhelm Leopold von (1767–1823), Mitglied der Reichsstände im Königreich Westphalen
- Klencke, Caroline Louise von (1754–1802), deutsche Dichterin
- Klencke, Georg von (1874–1960), deutscher Jurist und Versicherungsmanager
- Klencke, Hermann (1813–1881), deutscher Militärarzt, Privatgelehrter und Schriftsteller
- Klencke, Konrad († 1518), Domdekan in Bremen und Verden
- Klencke, Leopold von (1806–1871), hannoverscher Landrat und Landschaftsrat

### Klend
- Klendenst, Hermann († 1338), Lübecker Kaufmann, Bankier und Ratsherr

### Klene
- Klene, Enwaldus († 1501), deutscher Hochschullehrer
- Klenerman, David (* 1959), britischer Biochemiker und Biophysiker
- Klenert, Otto (1915–1993), deutscher Bürgermeister und Politiker (CDU)

### Kleng
- Klengan (* 1995), deutscher WebvideoproduzentKlengan (* 1995)

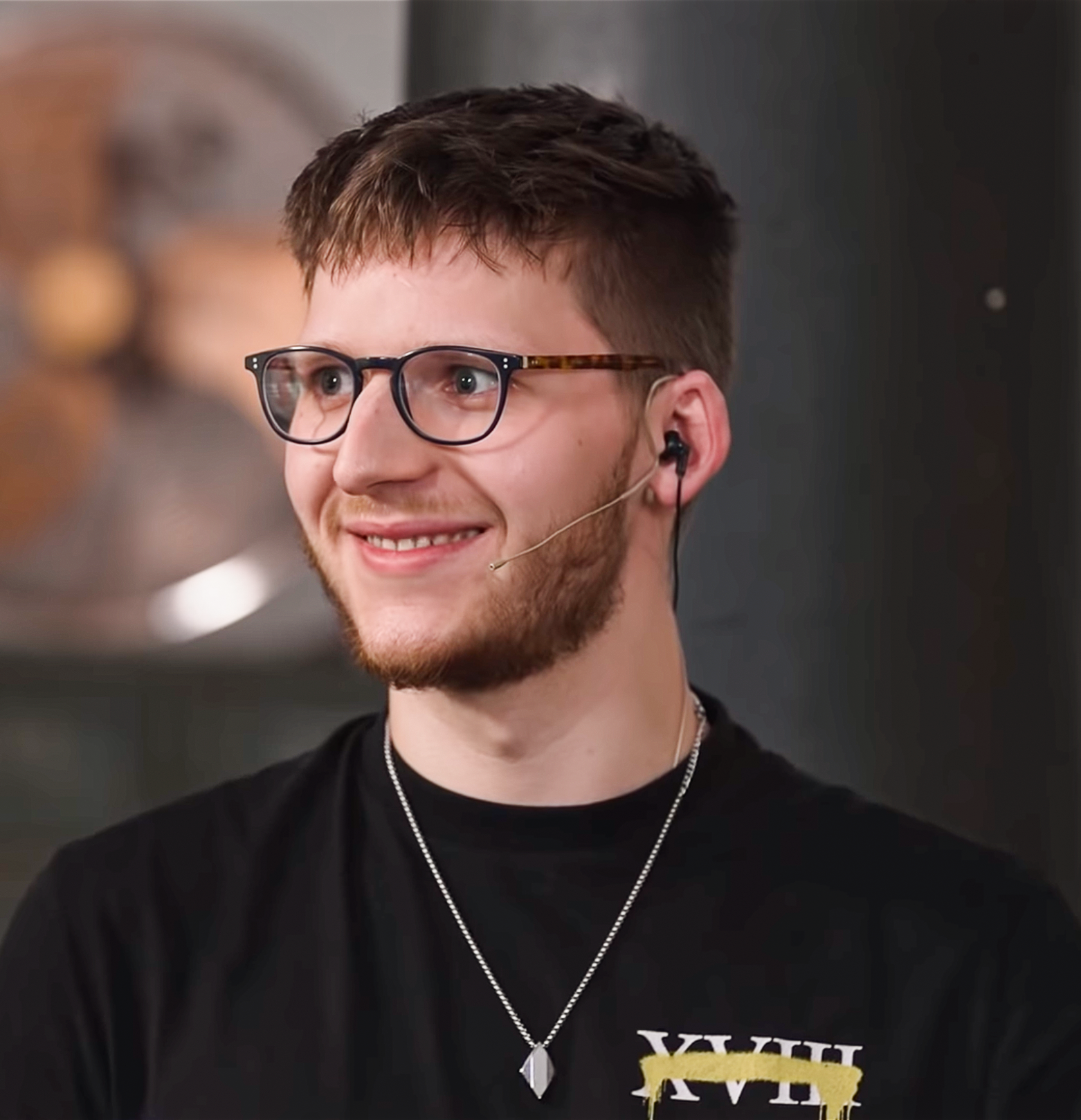
Klengan (* 1995)

- Klengel, Arthur (1881–1954), deutscher Heimatforscher
- Klengel, August Alexander (1783–1852), deutscher Pianist, Organist und Komponist
- Klengel, Christian von (1629–1693), deutscher Hochschullehrer und Jurist
- Klengel, Horst (1933–2019), deutscher Altorientalist
- Klengel, Johann Christian (1751–1824), deutscher Radierer und Maler
- Klengel, Julius (1859–1933), deutscher Cellist
- Klengel, Katja (* 1988), deutsche Comiczeichnerin und Drehbuchautorin
- Klengel, Moritz (1793–1870), deutscher Geiger
- Klengel, Paul (1854–1935), deutscher Komponist
- Klengel, Pauline (1831–1888), deutsche Pianistin
- Klengel, Wolf Caspar von (1630–1691), kursächsischer Baumeister
- Klengel-Brandt, Evelyn (* 1932), deutsche Vorderasiatische Archäologin

### Klenk
- Klenk, Adolf (* 1955), deutscher Chemiker und Werbefigur
- Klenk, Dominik (* 1968), deutscher Dialogphilosoph, Journalist, Prior der Kommunität Offensive Junger Christen
- Klenk, Ernst (1896–1971), deutscher Biochemiker
- Klenk, Ernst (1905–1996), deutscher Weinbautechniker, Direktor der Weinbauschule Weinsberg
- Klenk, Florian (* 1973), österreichischer JournalistFlorian Klenk (* 1973)
- Klenk, Friedrich (* 1941), deutscher Jurist

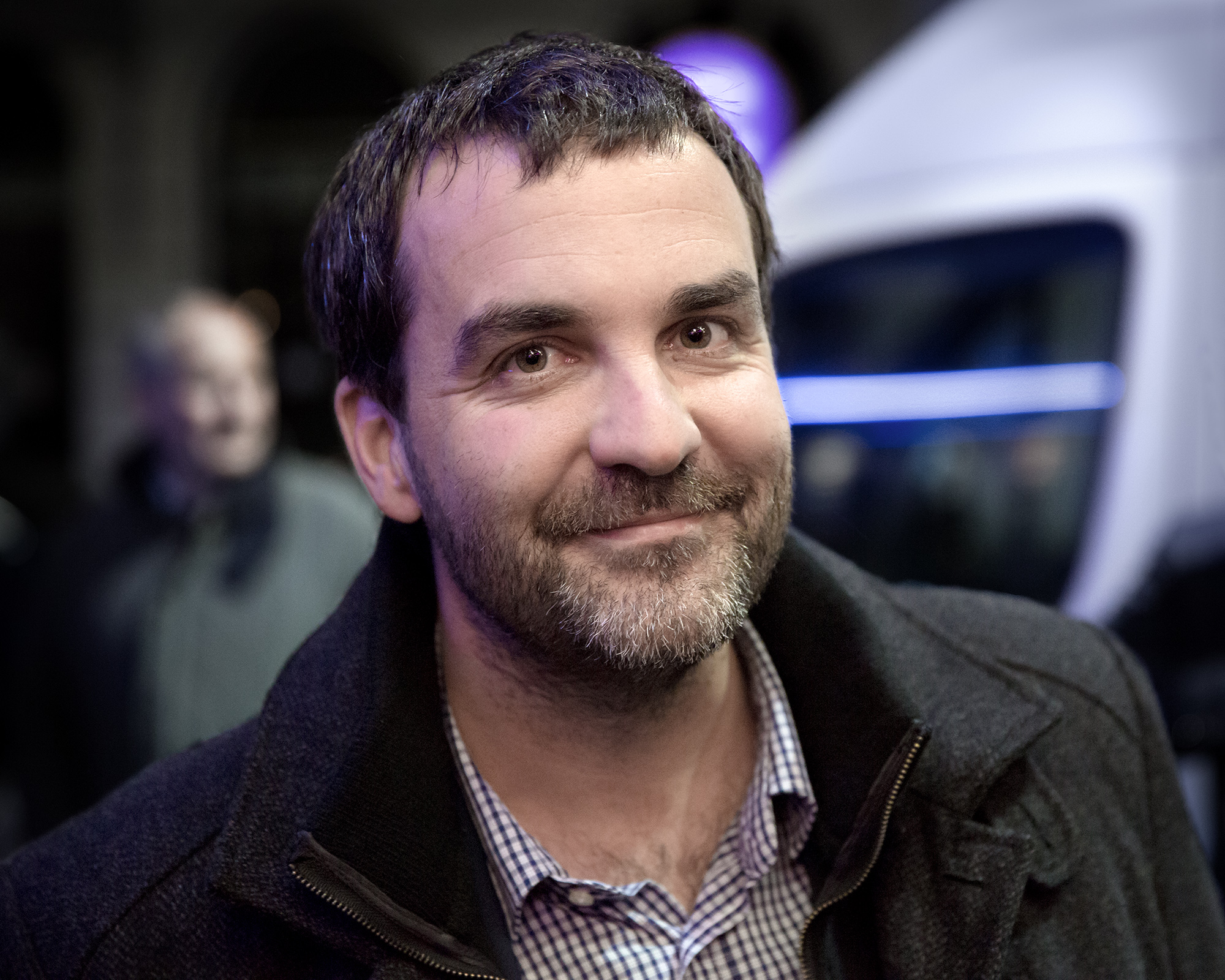
Florian Klenk (* 1973)

- Klenk, Hans (1906–1983), deutscher Firmengründer, Unternehmer, Erfinder, Mäzen, Stifter
- Klenk, Hans (1919–2009), deutscher Automobilrennfahrer
- Klenk, Hans-Dieter (1938–2021), deutscher Virologe
- Klenk, Hansgeorg (1924–1976), deutscher Politiker (CDU), MdL Baden-Württemberg
- Klenk, Martina (* 1961), deutsche Hebamme, Präsidentin des Deutschen Hebammenverbandes
- Klenk, Michael (* 1951), deutscher Maler und Kunstpädagoge
- Klenk, Roland (* 1952), deutscher Kommunalpolitiker (CDU), Oberbürgermeister von Leinfelden-Echterdingen
- Klenk, Tanja (* 1974), deutsche Politikwissenschaftlerin
- Klenk, Udo (* 1952), deutscher Handballspieler
- Klenk, Ursula (* 1943), deutsche Linguistin
- Klenk, Volker (* 1938), deutscher Politiker (FDP)
- Klenk, Werner (* 1942), deutscher Bildhauer und Glaskünstler
- Klenk, Wilfried (* 1959), deutscher Politiker (CDU), MdL
- Klenke, Achim (* 1968), deutscher Mathematiker
- Klenke, Dieter (* 1952), deutscher Kommunalpolitiker (SPD), Bürgermeister von Oschersleben
- Klenke, Dietmar (* 1954), deutscher Historiker und Geschichtsdidaktiker
- Klenke, Friedrich (1882–1959), deutscher Gewerkschafter und Politiker (SPD)
- Klenke, Heinrich (* 1844), deutscher Historien- und Porträtmaler
- Klenke, Hermann (1887–1952), deutscher Schauspieler und Theaterdirektor
- Klenke, Lena (* 1995), deutsche SchauspielerinLena Klenke (* 1995)

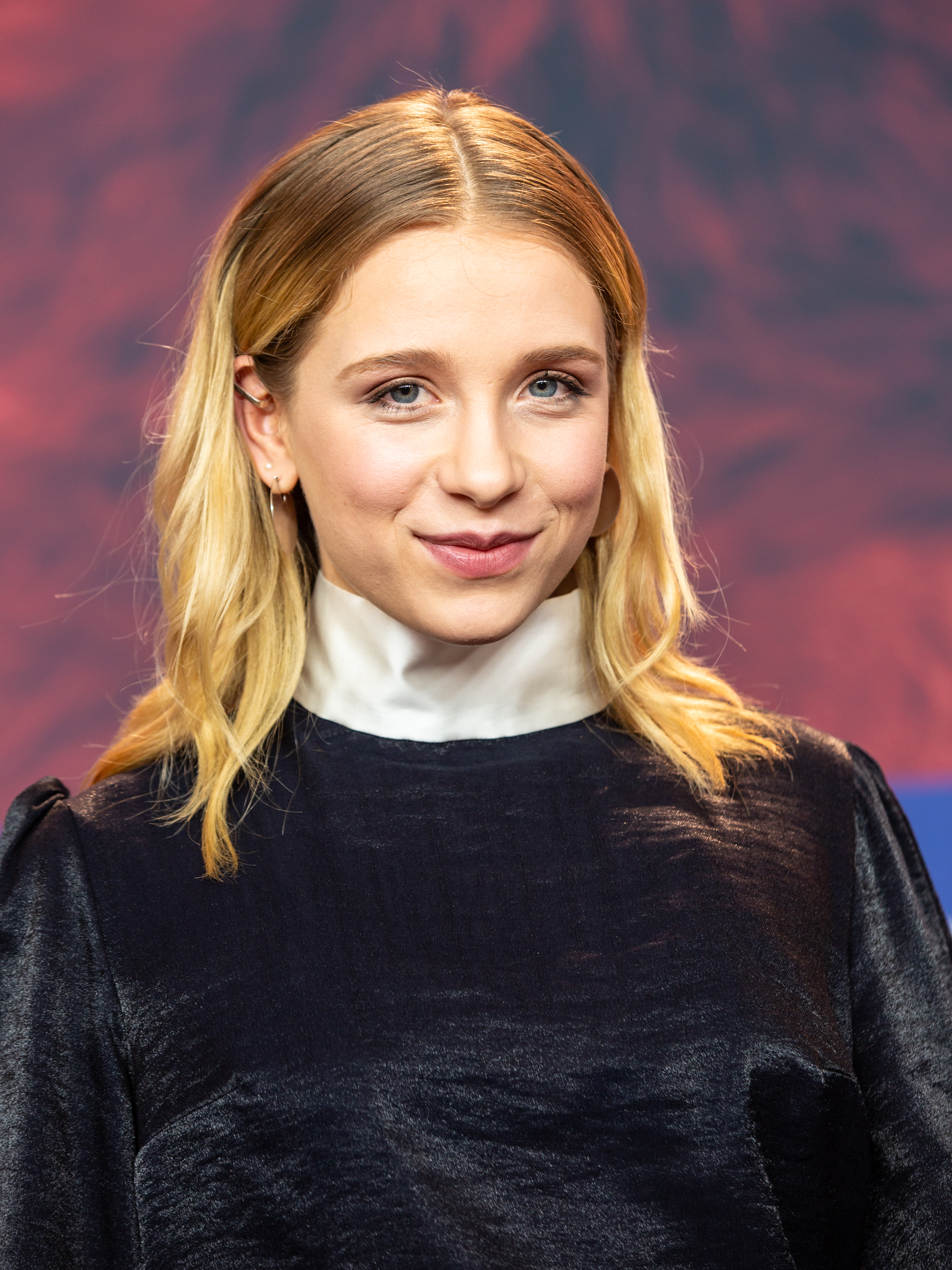
Lena Klenke (* 1995)

- Klenke, Maj-Britt (* 1992), deutsche Schauspielerin
- Klenke, Reinhard (* 1951), deutscher Jurist und Politiker (CDU), Regierungspräsident des Regierungsbezirks Münster
- Klenke, Sabine (* 1954), deutsche Politikerin (CDU), MdL
- Klenkok, Johannes († 1374), Theologe und Bekämpfer des Sachsenspiegels

### Klenn
- Klenner, Friedhelm (* 1946), deutscher Radrennfahrer, nationaler Meister im Radsport
- Klenner, Fritz (1906–1997), österreichischer Politiker (SPÖ), Abgeordneter zum Nationalrat
- Klenner, Hermann (* 1926), deutscher Jurist
- Klenner, Hubertus (* 1959), deutscher Politiker (CDU), Bürgermeister von Marsberg
- Klenner, Jochen (* 1978), deutscher Politiker (CDU), MdL
- Klenner, John (1899–1955), US-amerikanischer Komponist, Songwriter und Pianist
- Klenner, Josef (* 1949), deutscher Sportfunktionär
- Klenner, Rainer (* 1954), deutscher Radrennfahrer
- Klenner, Sebastian (* 1976), deutscher Eishockeyspieler
- Klenner, Udo (* 1957), deutscher Maler, Regisseur, Kostüm- und Bühnenbildner
- Klenner, Wolfgang (1921–2015), deutscher Psychologe
- Klenner-Otto, Stephan (* 1959), deutscher Zeichner und Radierer

### Kleno
- Klenowska, Nina (* 1980), bulgarische Biathletin
- Klenowski, Nikolai Semjonowitsch (1857–1915), russischer Komponist und Musikpädagoge

### Klens
- Klens, Hermann (1880–1972), deutscher Geistlicher und Generalpräses des Zentralverbandes der Frauen- und Müttervereine Deutschlands
- Klensch, Aloyse (1914–1961), luxemburgischer Radrennfahrer
- Klensin, John (* 1945), Politikwissenschaftler und Internetpionier

### Klent
- Klentze, Bela (* 1988), deutscher Schauspieler, Moderator und SynchronsprecherBela Klentze (* 1988)

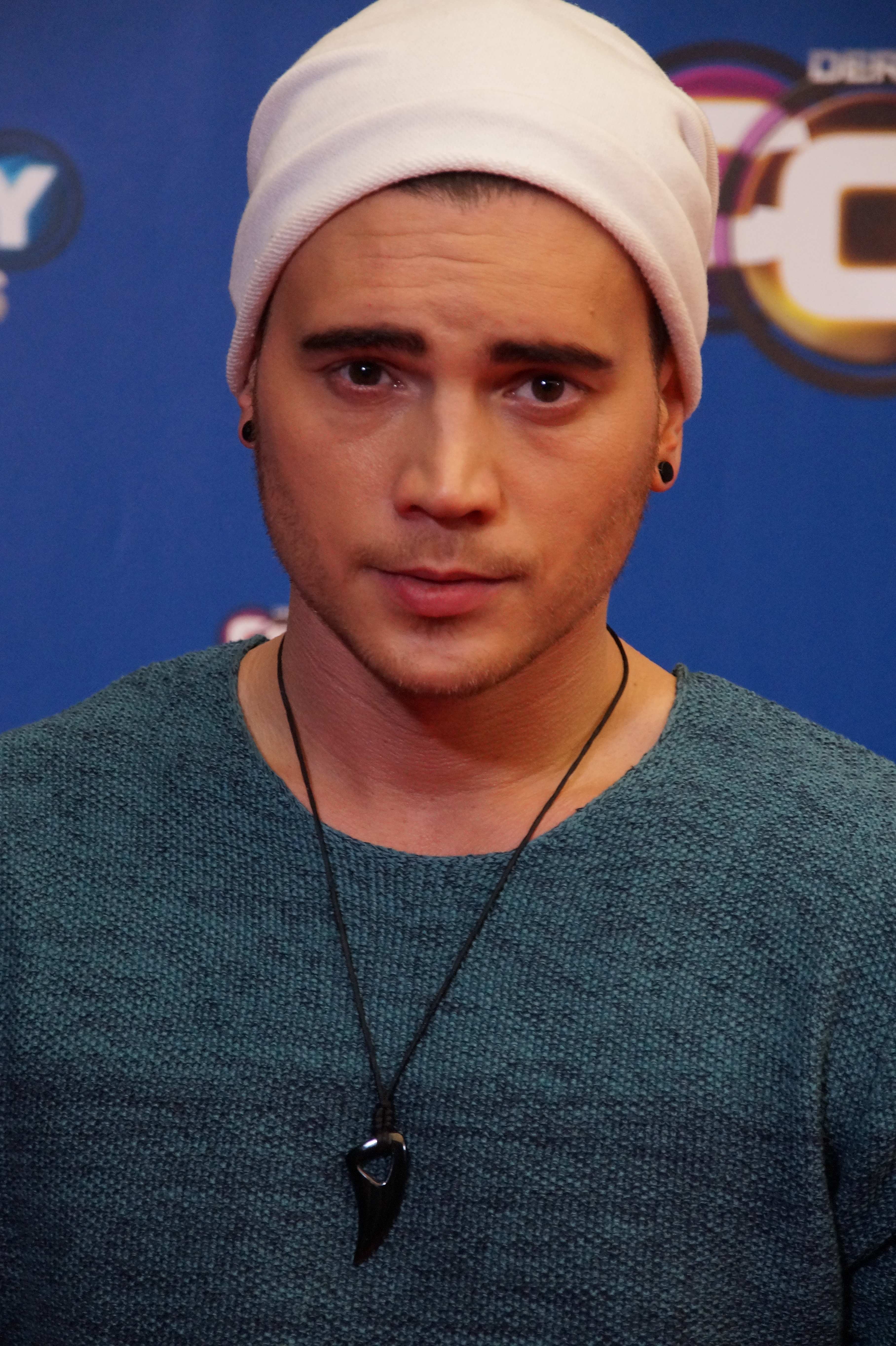
Bela Klentze (* 1988)

- Klentze, Thorsten (* 1956), deutscher Jazzmusiker (Gitarre, Komposition)

### Klenz
- Klenz, Heinrich (1860–1925), deutscher Sprach- und Literaturforscher, Redakteur und Schriftsteller
- Klenz, Ramon (* 1998), deutscher Schwimmer
- Klenz, Sabine (* 1974), deutsche Schwimmerin
- Klenze, Camillo (1865–1943), schweizerisch-US-amerikanischer Germanist, Amerikanist und Kulturpolitiker
- Klenze, Carl Friedrich Hermann (1795–1878), deutscher Autor, Justizrat, Superintendent und Syndikus
- Klenze, Clemens August Carl (1795–1838), deutscher Rechtswissenschaftler Hochschullehrer
- Klenze, Leo von (1784–1864), deutscher Architekt, Maler und Schriftsteller
- Klenze, Margrethe (1881–1977), deutsche Malerin